# Мамберамо
Мамберамо (на индонезийски: Sungai Mamberamo) е река в Индонезия, в западната част на остров нова Гвинея, вливаща се в Тихия океан. Дължината ѝ е 767 km (с дясната съставяща я река Таритату – 1175 km), площта на водосборния ѝ басейн е 78 992 km². Река Мамберамо се образува на 40 m н.в. от сливането на двете съставящи я реки Тарику (лява съставяща, 488 km) и Таритату (дясна съставяща, 320 km, заедно с лявата съставяща я река Собрер, 408 km) в средата на Вътрешната Новогвиненйска равнина. Двете съставящи я реки водят началото си от северните склонове на мощната планинска верига Маоке. В горното си течение река Мамберамо пресича заблатената Вътрешната Новогвиненйска равнина, след това проломява планините Ван Рес чрез дълбоко и тясно дефиле, като образува прагове и водопади (най-висок е водопадът Еди). В района на селището Пионирсбивак излиза от планините, завива на север и тече през блатистата крайбрежна равнина, като силно меандрира. Влива се в Тихия океан при селището Теба. Подхранването ѝ е предимно дъждовно и е пълноводна целогодишно. Средният годишен отток в устието ѝ е 5500 m³/s, максималният – 25 000 m³/s. Плавателна е за плитко газещи речни съдове в долното се течение на протежение от 240 km.